# Ezzhiliga
Ezzhiliga (franska: Ezzhiliga (CR), Ezzhiliga (Commune Rurale), arabiska: مقام الطلبة) är en kommun i Marocko.   Den ligger i provinsen Khémisset och regionen Rabat-Salé-Kénitra, i den norra delen av landet, 80 km söder om huvudstaden Rabat. Antalet invånare är 15 506.